# Hunters Creek
Hunters Creek es un lugar designado por el censo ubicado en el condado de Orange en el estado estadounidense de Florida. En el Censo de 2010 tenía una población de 14.321 habitantes y una densidad poblacional de 1.442,57 personas por km².

## Geografía
Hunters Creek se encuentra ubicado en las coordenadas 28°21′30″N 81°25′33″O / 28.35833, -81.42583. Según la Oficina del Censo de los Estados Unidos, Hunters Creek tiene una superficie total de 9.93 km², de la cual 9.92 km² corresponden a tierra firme y (0.08%) 0.01 km² es agua.

## Demografía
Según el censo de 2010, había 14.321 personas residiendo en Hunters Creek. La densidad de población era de 1.442,57 hab./km². De los 14.321 habitantes, Hunters Creek estaba compuesto por el 72.94% blancos, el 7.6% eran afroamericanos, el 0.3% eran amerindios, el 6.78% eran asiáticos, el 0.31% eran isleños del Pacífico, el 8.45% eran de otras razas y el 3.62% pertenecían a dos o más razas. Del total de la población el 35.57% eran hispanos o latinos de cualquier raza.